# HKU (станция метро)
«HKU» (сокращение от англ. Hong Kong University; иер. 香港大學, кант.-рус. Хёнкон тайхок, кит.-рус. Сянган дасюэ, буквально: «Гонконгский университет») — станция Гонконгского метрополитена на линии Айленд. Расположена в округе Сентрал-энд-Вестерн на острове Гонконг. Открыта 28 декабря 2014 года в составе участка «Сёнвань» — «Кеннеди-Таун». Является самой крупной и глубокой в городе. Станция оборудована платформенными раздвижными дверьми.
Рядом со станцией расположено старейшее высшее учебное заведение города — Гонконгский университет, по которому она названа.